# Confederació d'Associacions de Veïns de les Illes Balears
Confederació d'Associacions de Veïns de les Illes Balears és una entitat creada el 1972 que pretén cohesionar i coordinar totes les Associacions de Veïns de les Illes Balears. El 2002 va rebre el Premi Ramon Llull.
Creada en 1972, poc abans dels inicis de la transició espanyola, ha estat un dels principals dinamitzadors de la societat civil de les illes de la mateixa manera que ho ha estat el moviment veïnal arreu dels Països Catalans, ha contribuït a la recuperació i preservació del patrimoni cultural i popular de les Illes Balears i ha fet possible que la participació ciutadana a les institucions públiques fos una realitat.
És una de les entitats organitzadores del Fòrum Social de Mallorca.